# Liste der Baudenkmale in Zarrentin am Schaalsee

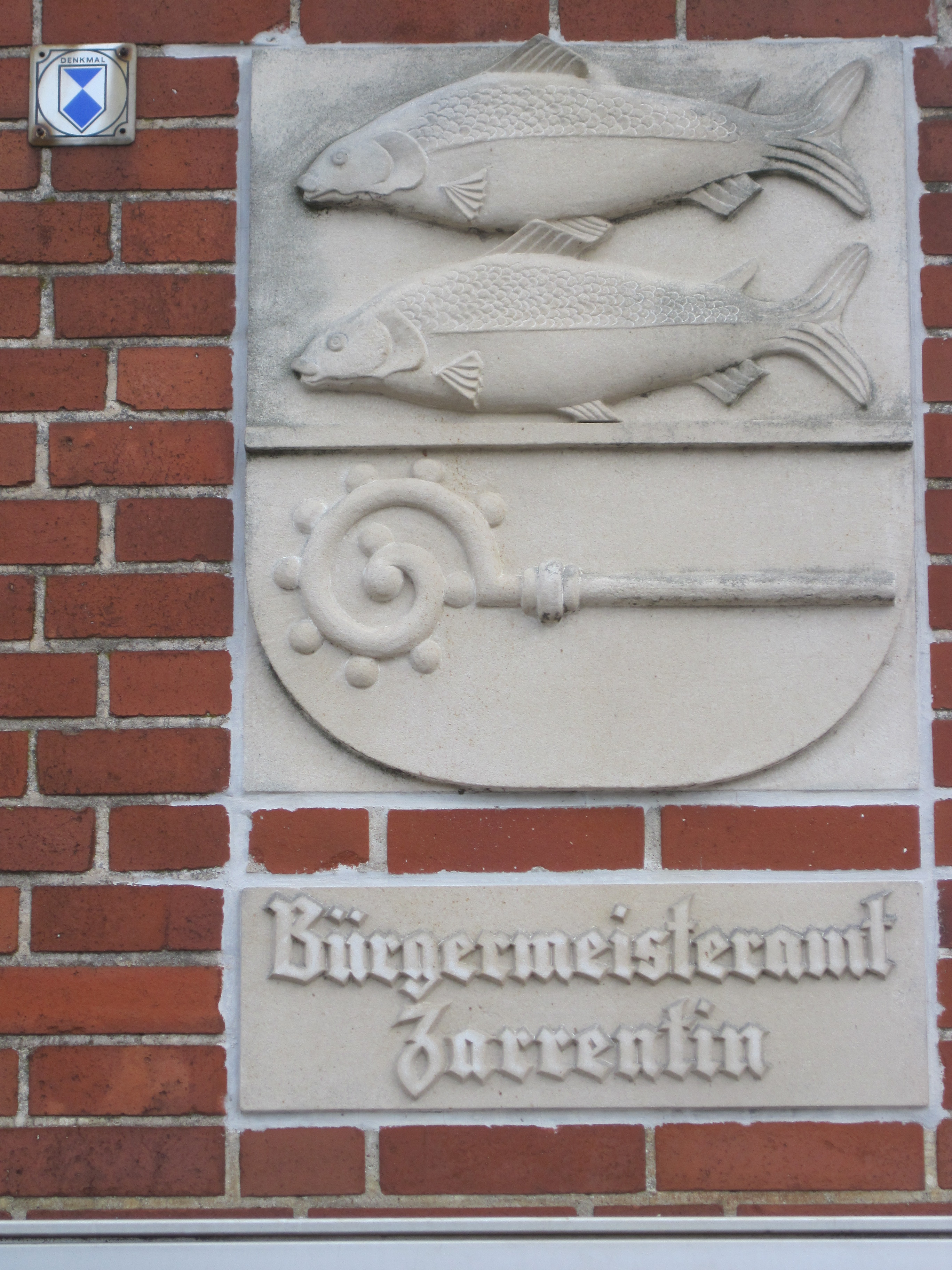
Denkmalschutz und Wappen am Bürgermeisteramt in Zarrentin

In der Liste der Baudenkmale in Zarrentin am Schaalsee sind alle Baudenkmale der Stadt Zarrentin am Schaalsee (Landkreis Ludwigslust-Parchim) und ihrer Ortsteile aufgelistet (Stand: Januar 2021).

## Bauensemble
Der Dorfkern Techin ist als Denkmalbereich ausgewiesen (Verordnung vom 12. Februar 2001).

## Bantin
| ID | Lage                            | Bezeichnung                    | Beschreibung | Bild    |
| -- | ------------------------------- | ------------------------------ | ------------ | ------- |
|    | Zum Bahnhof 3 (Karte)           | Bahnhof                        |              | Bahnhof |
|    | Bantiner Hauptstraße 13 (Karte) | Hallenhaus mit Wirtschaftsteil |              |         |
|    | Bantiner Hauptstraße 38 (Karte) | Hallenhaus                     |              |         |

## Bernstorf
| ID | Lage                  | Bezeichnung         | Beschreibung                                                                         | Bild                |
| -- | --------------------- | ------------------- | ------------------------------------------------------------------------------------ | ------------------- |
|    | Dorfstraße 12 (Karte) | ehem. Verwalterhaus | 1-gesch. massiver, langgestreckter Bau aus Feld- und Backsteinen mit Krüppelwalmdach | ehem. Verwalterhaus |

## Boissow
| ID | Lage                  | Bezeichnung                                             | Beschreibung                                                | Bild                                                    |
| -- | --------------------- | ------------------------------------------------------- | ----------------------------------------------------------- | ------------------------------------------------------- |
|    | Dorfstraße 25 (Karte) | ehem. Gutsschmiede (Geräte- u. Löschhaus der Feuerwehr) | 1-gesch. ehem. verklinkerte Gutsschmiede mit Treppengiebel. | ehem. Gutsschmiede (Geräte- u. Löschhaus der Feuerwehr) |

## Lassahn
| ID | Lage                   | Bezeichnung                                           | Beschreibung | Bild                              |
| -- | ---------------------- | ----------------------------------------------------- | --- | --------------------------------- |
|    | Dorfstraße 38A (Karte) | ehemalige Küsterschule (Wohnhaus)                     | | ehemalige Küsterschule (Wohnhaus) |
|    | Dorfstraße 43 (Karte)  | ehemaliger Forsthof mit Fachwerkscheune               | |                                   |
|    | Dorfstraße 55 (Karte)  | Kirche mit Erbbegräbnis der Familie von Bernstorff    | Baubeginn zwischen 1190 und 1250, quadratischer Chor mit Sakristei aus Feldsteinen von um 1240, nördliche Seite des mittleren Teils aus verputzter Ziegelmauer, nach Süden Fachwerkmauer aus dem 17. Jahrhundert, zur Seeseite hölzerner verkleideter Westteil in Fachwerk mit Turm von um 1740. | Weitere Bilder                    |
|    | (Karte)                | Gefallenendenkmal 1914/18 und umgebender Trockenmauer | | Weitere Bilder                    |

## Neuenkirchen
| ID | Lage             | Bezeichnung             | Beschreibung | Bild           |
| -- | ---------------- | ----------------------- | --- | -------------- |
|    | Seeweg (Karte)   | Kirche mit Trockenmauer | Rechteckiger Chor aus erh. Feldsteinen aus dem 13. Jahrhundert mit gotischem geschmücktem oberen Giebel aus Backsteinen; Langhaus wohl vom 17. Jahrhundert aus rotsteinigem Fachwerkmauern mit Empore; Bauwerke mit Satteldächern, zur Westseite abgewalmt; Nordvorbau aus Fachwerkmeuern am Chor von 1680; Altar vom 15. Jahrhundert, Kanzel vom 17. Jahrhundert, ältester Grabstein von 1565 | Weitere Bilder |
|    | Seeweg 2 (Karte) | ehem. Schulhaus         | |                |
|    | Steinbrücke      | Weg zur Kirche          | |                |

## Neuhof
| ID | Lage                      | Bezeichnung | Beschreibung | Bild                      |
| -- | ------------------------- | --- | --- | ------------------------- |
|    | Hauptstraße 24/26 (Karte) | Kate | |                           |
|    | Hauptstraße 27/29 (Karte) | Kate | |                           |
|    | Hauptstraße 31/32 (Karte) | Kate | |                           |
|    | Hauptstraße 33/35 (Karte) | Wohnhaus | |                           |
|    | Am Speicher 2             | sogen. Hühnerstall/Entenhaus | |                           |
|    | Am Speicher 11 (Karte)    | ehem. Verwalterhaus (Wohnhaus) | |                           |
|    | (Karte)                   | Kirche (auf dem Friedhof) | Einschiffiges, neogotisches, 3-jochiges Bauwerk mit geradem Chor aus Backsteinen; kleiner, seitlicher 3-gesch. Westturm über polygonalem Grundriss mit spitzem, achteckigen Helm.      | Kirche (auf dem Friedhof) |
|    | (Karte)                   | Gutsanlage mit Speicher von 1868 (Am Speicher 1), Kutscherhaus und Kutschen/Pferdestall (Am Speicher 6), Wirtschaftsgebäude (Am Speicher 5, 9, 19), ehem. Verwalterhaus (Am Speicher 11) und Scheune (Am Speicher 6) | Gutshaus 3-gesch. Putzbau, heute Hotel; Gut u. a. der Familien Husanus (bis 1643), Nieding (ab 1653), dann häufiger Besitzerwechsel, von Lüneburg (ab 1689), von Treuenfels (ab 1758). |                           |

## Schaliß
| ID | Lage              | Bezeichnung                               | Beschreibung | Bild |
| -- | ----------------- | ----------------------------------------- | ------------ | ---- |
|    | Schaliß 4 (Karte) | Hofanlage mit Hallenhaus und Stallscheune |              |      |

## Stintenburg
| ID | Lage                   | Bezeichnung                                             | Beschreibung                                                                                   | Bild                                                    |
| -- | ---------------------- | ------------------------------------------------------- | ---------------------------------------------------------------------------------------------- | ------------------------------------------------------- |
|    | Klopstockweg 2 (Karte) | Gutsanlage mit Gutshaus und Park und historischer Allee | Klassizistischer, sanierter, 2-gesch., 9-achs. Putzbau von 1817 mit Mittelrisalit und Walmdach | Gutsanlage mit Gutshaus und Park und historischer Allee |

## Stintenburger Hütte
| ID | Lage                  | Bezeichnung | Beschreibung                                               | Bild |
| -- | --------------------- | ----------- | ---------------------------------------------------------- | ---- |
|    | Dorfstraße 25 (Karte) | Gutshaus    | Sanierter, 2-gesch., 11-achs. Klinkerbau mit Mittelrisalit |      |

## Techin
| ID | Lage                     | Bezeichnung                 | Beschreibung | Bild                     |
| -- | ------------------------ | --------------------------- | ------------ | ------------------------ |
|    | Am Schulweg 4 (Karte)    | ehem. Durchfahrtsscheune    |              | ehem. Durchfahrtsscheune |
|    | Dorfstraße 15 (Karte)    | Hallenhaus mit Trockenmauer |              |                          |
|    | Dorfstraße 16 (Karte)    | Bauernhaus                  |              |                          |
|    | Dorfstraße 23 (Karte)    | Hallenhaus mit Trockenmauer |              |                          |
|    | Dorfstraße 18/20 (Karte) | Hallenhaus                  |              |                          |

## Testorf
| ID | Lage                                   | Bezeichnung                                 | Beschreibung | Bild |
| -- | -------------------------------------- | ------------------------------------------- | ------------ | ---- |
|    | Dorfstraße 15 (Karte)                  | Scheune                                     |              |      |
|    | Hauptstraße 23                         | ehem. Forsthof mit Hauptgebäude und Scheune |              |      |
|    | Hauptstraße 29/Ecke Dorfstraße (Karte) | Bauernhaus                                  |              |      |
|    |                                        | Trafostation, kurz vor Ortseingang, links   |              |      |

## Zarrentin am Schaalsee
| ID | Lage                                 | Bezeichnung                                                                                       | Beschreibung | Bild                                                                                              |
| -- | ------------------------------------ | ------------------------------------------------------------------------------------------------- | --- | ------------------------------------------------------------------------------------------------- |
|    | Bauhof 1-1d (Karte)                  | ehem. Tagelöhnerkaten                                                                             | |                                                                                                   |
|    | Markt 1 (Karte)                      | Wohn- und Geschäftshaus                                                                           | |                                                                                                   |
|    | Kirchplatz 2 (Karte)                 | Amtshaus                                                                                          | 1- bis 2-gesch. Backsteinbau mit neugotischen Giebeln und 1-gesch. Fachwerkbau | Weitere Bilder                                                                                    |
|    | Amtsstraße 7 (Karte)                 | Wohnhaus                                                                                          | |                                                                                                   |
|    | Amtsstraße 7a (Karte)                | Wohnhaus                                                                                          | |                                                                                                   |
|    | Amtsstraße 9 (Karte)                 | Pfarrhaus mit Scheune                                                                             | |                                                                                                   |
|    | Amtsstraße 12 (Karte)                | Wohnhaus                                                                                          | | Wohnhaus                                                                                          |
|    | Amtsstraße 14 (Karte)                | Wohnhaus                                                                                          | |                                                                                                   |
|    | Amtsstraße 25 und 27 (Karte)         | Wohnhaus und Stallungen                                                                           | |                                                                                                   |
|    | Amtsstraße 36 (Karte)                | Wohnhaus                                                                                          | |                                                                                                   |
|    | Straße Am bhf (Karte)                | Bahnhof mit Toilettenhaus und Güterbodengebäude                                                   | Bauten von 1894/96 | Bahnhof mit Toilettenhaus und Güterbodengebäude                                                   |
|    | Bahnhofstraße 1 (Karte)              | Wohnhaus                                                                                          | |                                                                                                   |
|    | Bahnhofstraße 8 (Karte)              | Villa                                                                                             | |                                                                                                   |
|    | Bahnhofstraße 10 (Karte)             | Villa                                                                                             | |                                                                                                   |
|    | Bahnhofstraße 11 (Karte)             | Villa                                                                                             | |                                                                                                   |
|    | Bahnhofstraße 17 (Karte)             | Wohnhaus mit Werkstatt                                                                            | | Wohnhaus mit Werkstatt                                                                            |
|    | Breite Straße 8 (Karte)              | Wohnhaus                                                                                          | |                                                                                                   |
|    | Breite Straße 9 (Karte)              | Wohnhaus                                                                                          | |                                                                                                   |
|    | Breite Straße 13 (Karte)             | Wohnhaus                                                                                          | |                                                                                                   |
|    | Dankwardtstraße 6 (Karte)            | Wohnhaus                                                                                          | |                                                                                                   |
|    | nahe Gedächtnishain                  | Eiskeller                                                                                         | |                                                                                                   |
|    | (Karte)                              | Gedächtnishain für Ersten und Zweiten Weltkrieg mit Obelisk, Terrasse und Baumbestand             | Gedächtnishain für Ersten und Zweiten Weltkrieg mit Obelisk, Terrasse und Baumbestand | Gedächtnishain für Ersten und Zweiten Weltkrieg mit Obelisk, Terrasse und Baumbestand             |
|    | Grüne Straße 1 (Karte)               | Wohnhaus mit Tür                                                                                  | |                                                                                                   |
|    | Grüne Straße 10 (Karte)              | Wohnhaus                                                                                          | |                                                                                                   |
|    | Hauptstraße 2 (Karte)                | Wohnhaus                                                                                          | |                                                                                                   |
|    | Hauptstraße 14 (Karte)               | Schulgebäude mit rückwärtigem Flügel                                                              | |                                                                                                   |
|    | Hauptstraße 16 (Karte)               | Wohnhaus                                                                                          | |                                                                                                   |
|    | Hauptstraße 19 (Karte)               | Wohnhaus                                                                                          | |                                                                                                   |
|    | (Karte)                              | Klosterkirche                                                                                     | Die heutige gotische Pfarrkirche war die Klosterkirche aus dem 13. Jh. mit romanischen Feldsteinmauerwerk des Chores der Vorgängerkirche von um 1230/40. 1300/10 wurde der Chor mit Backsteinmauerwerk erhöht. Gotisches einschiffige Langhaus mit drei Jochen und busigen Kreuzrippengewölbe aus Backsteinen von 1460. Kanzel von 1533/34, Altaraufsatz von 1733, Orgel von 1844. | Weitere Bilder                                                                                    |
|    | Kirchplatz 8 (Karte)                 | Klosteranlage mit östlichem Klosterflügel und Scheune (Turnhalle)                                 | Zisterzienserinnenkloster, gegründet 1246 und aufgelöst 1552, erhalten blieb der gotische Ostflügel mit seinem Kreuzrippengewölbe, saniert bis um 2006, heute Veranstaltungszentrum und Heimatmuseum | Weitere Bilder                                                                                    |
|    | (Karte)                              | Gefallenendenkmal 1870/1871, vor dem ehem. Nonnenkloster                                          | | Gefallenendenkmal 1870/1871, vor dem ehem. Nonnenkloster                                          |
|    | Pampriner Straße 7 (Karte)           | Wohnhaus                                                                                          | |                                                                                                   |
|    | Rosenstraße 27 (Karte)               | Fritz-Reuter-Oberschule mit Putzritzung, Treppenhaus und Wandmalerei im Treppenhaus und Turnhalle | 2-gesch. Schulbau der 1950er Jahre | Fritz-Reuter-Oberschule mit Putzritzung, Treppenhaus und Wandmalerei im Treppenhaus und Turnhalle |
|    | Schaalmühle 1 (Karte)                | ehem. Mühle mit Stall und Scheune                                                                 | 2-gesch. verklinkerte Mühle von um 1900 an der Schaale, ein Nebenfluss der Sude. |                                                                                                   |
|    | Seehof 1                             | Wohnhaus (ehemaliges Verwalterhaus vom Gut, massives Backsteingebäude)                            | |                                                                                                   |
|    | Töpferstraße 6 (Karte)               | Wohnhaus                                                                                          | |                                                                                                   |
|    | Amtsstraße / Ecke Möwenburgtwiete 23 | Trafostation am See                                                                               | |                                                                                                   |

## Ehemalige Denkmale nach Ortsteilen

### Neuenkirchen
| ID | Lage             | Bezeichnung             | Beschreibung | Bild |
| -- | ---------------- | ----------------------- | ------------ | ---- |
|    | Dorfstraße 18a/b | Speicher aus Naturstein |              |      |

### Zarrentin am Schaalsee
| ID | Lage                  | Bezeichnung                                                                             | Beschreibung | Bild |
| -- | --------------------- | --------------------------------------------------------------------------------------- | ------------ | ---- |
|    | Amtsstraße 8 (Karte)  | Wohnhaus                                                                                |              |      |
|    | Bauhof 1              | Wohnhaus (ehem. Verwalterhaus vom Gut, massives Backsteingebäude), keine Doppelbüdnerei |              |      |
|    | Hauptstraße 6 (Karte) | Wohnhaus                                                                                |              |      |